# آستواناکس ۱۸۷۱
سیارک ۱۸۷۱ (به انگلیسی: 1871 Astyanax، نامگذاری:1971FF) هزار و هشتصد و هفتاد و یکمین سیارک کشف شده‌است که در ۲۴ مارس ۱۹۷۱ کشف شد.
قدر مطلق سیارک برابر ۱۱٫۰۰ است.